# Antônio Grassi
Antônio Grassi (Belo Horizonte, 12 de junho de 1954) é ator brasileiro. Foi presidente da Fundação Nacional de Artes (Funarte), secretário de Cultura do Estado do Rio de Janeiro e presidente do Theatro Municipal do Rio de Janeiro, sendo atualmente diretor-presidente do Instituto Inhotim.

## Biografia
Descendente de italianos, é graduado em Ciências Sociais pela Faculdade de Filosofia e Ciências Humanas da Universidade Federal de Minas Gerais (Fafich/UFMG).

### Gestor Cultural
Trabalhou como executivo da TV Brasil em 2001,  foi secretário de Cultura do Estado do Rio de Janeiro no governo de Benedita da Silva e diretor do Teatro Municipal do Rio de Janeiro antes de presidir a Funarte.
Em 2019 foi promovido a diretor-executivo do Instituto Inhotim. Antes era diretor executivo do local, posto que ocupou em 2013, ao deixar a presidência da Funarte de 2003 - A 2006.  Com sua promoção em Inhotim a diretoria executiva passou a ser ocupada pela historiadora de arte Renata Bittencourt. Com a nova função fica responsável pela programação cultural e pelas relações internacionais do Instituto.
Participou de diversos projetos internacionais, entre eles a curadoria brasileira em duas edições da Quadrienal de Praga, conquistando a Triga de Ouro, o prêmio máximo da Mostra em 2011.

### Tragédia de Brumadinho
Em janeiro de 2019, ainda como diretor executivo do Instituto Inhotim falou sobre os programas de recuperação de Brumadinho, que passou pela tragédia do rompimento da Barragem do Córrego do Feijão, da Vale, como a disponibilização do seu banco de sementes para reflorestar as áreas comprometidas pelos rejeitos metálicos.
O museu Inhotim transformou Brumadinho em pólo turístico mineiro. À época da tragédia afirmou que nenhum dos relatórios da diretoria ambiental revelou algum sinal de perigo vindo da Mina do Feijão. O rio de rejeitos cobriu toda a área administrativa da Vale, a pousada Nova Estância, parte do terreno da Vila Ferteco e estradas, inclusive a que liga o Instituto Inhotim à casa de Antônio Grassi em Casa Branca.

### Chocolate com Pimenta
Em 2003, quando era presidente da Funarte no primeiro mandato de Lula foi advertido pela comissão de ética do Planalto sobre ter cargo público e ser parte do elenco da novela Chocolate com Pimenta, onde interpretava Reginaldo, um viciado em jogos. À época Grassi relatou que enviou um documento à Comissão de Ética citando o seu trabalho como ator e a probabilidade de trabalhar com a Globo.
O ator afirmou que os mais prejudicados pelo acumulador funções eram a esposa e os dois filhos, pois ele quase não via a família.
O ator Luís Melo foi a primeira escolha para viver Reginaldo, porém adoeceu e não pôde participar de Chocolate com Pimenta. Então Antônio Grassi foi o escalado pela direção da novela para interpretar Reginaldo. carece de fontes. [carece de fontes?]
Houve pressão para que o ator não fizesse a novela por causa de jogo de interesses, já que o ator era presidente da Funarte e a Globo estava envolvida em questões em que Grassi poderia tomar decisões sobre essas questões. Com isso o então presidente Lula intercedeu pessoalmente no imbróglio. Então, Grassi pôde fazer a novela sem deixar a presidência da Funarte.

### Teatro
Integrou o Teatro de Pesquisa, fundado nos anos de 1970 por Pedro Paulo Cava em Belo Horizonte. Trabalhou com diretores Jota D'Ângelo e Eid Ribeiro e o próprio Cava. Ainda na capital mineira junto ao amigo José Mayer faz diversos espetáculos no Teatro Senac. Com o projeto Mambembão, da Funarte, excursiona pelo Brasil ao lado dos atores Bernardo Matta Machado e Kimura Schettino com a peça Cigarro Souza Câncer, de Eid Ribeiro. No final dos anos de 1970 segue para o Rio de Janeiro junto aos amigos José Mayer e Alcione Araújo.
Entre as peças que Antônio Grassi destaca na sua trajetória nas artes cênicas, estão: A Serpente", de Nelson Rodrigues, "O Inimigo do Povo", de Ibsen, "Sonhos de uma Noite de Verão", de Shakespeare, "O Urso", de Tchecov, "Os Justos", de Albert Camus e "O Interrogatório", de Peter Weiss.

### Televisão
Seu primeiro trabalho na televisão foi na novela Carmem, na rede Manchete em 1987, onde fez interpretou Petrônio. No mesmo ano foi contratado pela Globo onde fez a novela Mandala (1987).

### Cinema
Sua estreia no cinema foi com o filme O Bandido Dó (1980).
No filme Carandiru, dirigido por Hector Babenco, interpretou o diretor da Casa de Detenção, de nome Pires.

## Filmografia

### Trabalhos na televisão
| Ano     | Título                                     | Personagem                            | Nota                            | Emissora          |
| ------- | ------------------------------------------ | ------------------------------------- | ------------------------------- | ----------------- |
| 1984    | Transas & Caretas                          | Armando                               |                                 | Rede Globo        |
| 1985    | Corpo a Corpo                              | Promotor Ataíde                       | Participação especial           | Rede Globo        |
| 1987    | Carmem                                     | Petrônio (Pepê)                       |                                 | Rede Manchete     |
| 1987    | Mandala                                    | José Mário (Zé Mário)                 |                                 | Rede Globo        |
| 1988    | O Pagador de Promessas                     | Pedro Santana                         |                                 | Rede Globo        |
| 1988    | Olho por Olho                              | Heleno                                |                                 | Rede Manchete     |
| 1989    | O Salvador da Pátria                       | Plínio Kohl (Delegado Plínio)         |                                 | Rede Globo        |
| 1989    | Top Model                                  | Doutor Nascimento                     |                                 | Rede Globo        |
| 1990    | Desejo                                     | Francisco Escobar                     |                                 | Rede Globo        |
| 1991    | Meu Marido                                 | Cláudio                               |                                 | Rede Globo        |
| 1991    | O Dono do Mundo                            | Darci                                 |                                 | Rede Globo        |
| 1993    | O Mapa da Mina                             | César de Oliveira                     |                                 | Rede Globo        |
| 1994    | Memorial de Maria Moura                    | Anacleto                              |                                 | Rede Globo        |
| 1994    | Pátria Minha                               | Carlos                                |                                 | Rede Globo        |
| 1994    | Tropicaliente                              | Conrado                               |                                 | Rede Globo        |
| 1995    | Cara & Coroa                               | Rômulo                                |                                 | Rede Globo        |
| 1995    | Engraçadinha... Seus Amores e Seus Pecados | Amado Ribeiro                         |                                 | Rede Globo        |
| 1997    | Mandacaru                                  | Glauco Corrêa                         |                                 | Rede Manchete     |
| 1997    | O Amor Está no Ar                          | Lacerda                               |                                 | Rede Globo        |
| 1998    | Alma de Pedra                              | Rogério                               |                                 | Rede Record       |
| 1998    | Estrela de Fogo                            | Duarte                                |                                 | Rede Record       |
| 1999    | Chiquinha Gonzaga                          | Manuel                                |                                 | Rede Globo        |
| 1999    | Força de um Desejo                         | Vitório                               |                                 | Rede Globo        |
| 2000–02 | Malhação                                   | João Mendes (Jalecão)                 |                                 | Rede Globo        |
| 2002    | O Quinto dos Infernos                      | Capitão Vidigal                       |                                 | Rede Globo        |
| 2003    | Chocolate com Pimenta                      | Reginaldo Andrade                     |                                 | Rede Globo        |
| 2004    | Como uma Onda                              | Roberto Augusto (Robusto)             |                                 | Rede Globo        |
| 2006    | A Diarista                                 | Borges                                | Episódio: "Aquele da Copa"      | Rede Globo        |
| 2006    | Paixões Proibidas                          | Tadeu Dias                            |                                 | Rede Bandeirantes |
| 2007    | Mandrake                                   | Aurélio Duarte                        |                                 | HBO Brasil        |
| 2008    | Chamas da Vida                             | Walter Azevedo de Castro (Dr. Walter) |                                 | Rede Record       |
| 2009    | A Lei e o Crime                            | Adolfo                                |                                 | Rede Record       |
| 2010    | Ribeirão do Tempo                          | Milton Flores (Professor Flores)      |                                 | Rede Record       |
| 2014    | Milagres de Jesus                          | Zebedeu                               | Episódio: "A Pesca Maravilhosa" | Rede Record       |
| 2014    | Vitória                                    | Gregório Ferreira                     |                                 | Rede Record       |
| 2018    | Se Eu Fechar os Olhos Agora                | Gabino                                |                                 | Rede Globo        |
| 2020    | Bom Dia, Veronica                          | Wilson Carvana                        |                                 | Netflix           |
| 2022    | Santo                                      |                                       |                                 | Netflix           |
| 2024    | Pedaço de Mim                              | Jonas                                 |                                 | Netflix           |

## Trabalhos no teatro
“O Inimigo Do Povo” De Henrik Ibsen, Adaptação e Direção_ Domingos Oliveira
    "Lágrimas De Um Guarda-Chuva", Texto e Direção_ Eid Ribeiro
     "Sonhos De Uma Noite De Verão", De William Shakespeare Direção: Werner Herzog
     "A Serpente", De Nelson Rodrigues  Direção _Antonio Abujamra;
     "The Woolgatherer", De William Mastrosimone  Direção_ Paulo Reis
     "O Amigo Da Onça", De Chico Caruso  Direção_ Paulo Betti
     "Ação Entre Amigos" De Marcio de Souza  Direção_Paulo Betti
     "A Irresistivel Aventura", Coletânea De Vários Autores  Adaptação e Direção_Domingos Oliveira
     "O Beijo No Asfalto", De Nelson Rodrigues – Direção_ Buza Ferraz;
     "Serafim Pontegrande", De Oswald de Andrade - Direção _Buza Ferraz
     "Poleiro Dos Anjos", Texto e Direção _Buza Ferraz
     “Cigarros Souza Câncer” , Texto e Direção_Eid Ribeiro
     “Os Justos”, De Albert Camus – Direção _Paulo Cesar Bicalho
     “O Interrogatório” De Peter Weiss – Direção_Jota Dangelo
     “Viva Olegário” De Luiz Carlos Cardoso – Direção_ Eid Ribeiro
     “Bente-Altas: Licença Pra Dois”, De Alcione Araujo – Direção _Aderbal Junior

## Gestões culturais
Secretário de Estado de Cultura do Rio de Janeiro (2002)
Presidente do Theatro Municipal do Rio de Janeiro (2002)
Vice-Presidente do Forum Nacional de Dirigentes e Secretários Estaduais de Cultura (2002)
Presidente da FUNARTE (Fundação Nacional das Artes) (2003-2006)
Curador do Brasil na XI Quadrienal de Praga (2007)
Curador do Brasil na XII Quadrienal de Praga (2011) - VENCEDOR DA TRIGA DE OURO
Presidente da FUNARTE (2011-2013)
Diretor Executivo do INSTITUTO INHOTIM (2013-2018)
Diretor Presidente do INSTITUTO INHOTIM (no cargo)

## Ações internacionais
Forum Universal das Culturas (Barcelona - 2004) - palestrante
Conselheiro do Forum Cultural Mundial (Brasil -2006)
Idealizador e coordenador do Espaço Brasil no Ano do Brasil na França (Paris-2005)
Realiza o projeto ESTAÇÃO BRASILEIRA NA RUSSIA (Moscou -2005)
Criação do Premio de Dramaturgia Antonio José da Silva (Brasil/Portugal 2005) - parceria FUNARTE / Instituto Camões
Realiza o projeto ESTAÇÃO RUSSA NO BRASIL (2006)
Curador da programação do Ano da França no Brasil em Minas Gerais (2009)
Comissário Geral do Ano do Brasil em Portugal (2012/2013)
Criador do Espaço Brasil em Lisboa (LX Factory 2012)
Presidente do Comitê Gestor de Programação cultural da Feira de Frankfurt (Frankfurt-2013)

## Prêmios e indicações
| Ano  | Prêmio      | Categoria   | Indicação         | Resultado |
| ---- | ----------- | ----------- | ----------------- | --------- |
| 2020 | Troféu APCA | Melhor Ator | Bom Dia, Verônica | Pendente  |